# لورين جونز
لورين جونز (بالإنجليزية: Lauren Jones)‏ هي عارضة أمريكية، ولدت في 27 أغسطس 1982 في جاكسون في الولايات المتحدة.

## وصلات خارجية
- الموقع الرسمي
- لورين جونز على موقع IMDb (الإنجليزية)
- لورين جونز على موقع إن إن دي بي (الإنجليزية)
- لورين جونز على موقع قاعدة بيانات الفيلم (الإنجليزية)
- لورين جونز على موقع كينوبويسك (الروسية)